# Capsicum hunzikerianum
Unter dem Namen Capsicum hunzikerianum wurde 2005 eine neue Wildart der Gattung Paprika (Capsicum) beschrieben. Die Art zeichnet sich vor allem durch die größten Pflanzen als auch die größten Blüten innerhalb der Gattung aus. Sie ist nahe verwandt mit der Wildart C. cornutum.

## Beschreibung

### Habitus und Blätter
Die Pflanzen der Art Capsicum hunzikerianum sind 1–3 Meter große, wenig verzweigte Sträucher mit hohler Sprossachse. Die komplette Pflanze ist unbehaart. Die paarweise, aber in den Sprossverzweigungen einzeln stehenden Laubblätter sind 3- bis 4-mal länger als breit, eiförmig bis elliptisch. Sie sind lederartig und zum Teil verfärbt, an der Basis keilförmig und unregelmäßig, nach vorn zugespitzt, der Rand leicht eingerollt. Die Blätter sind zwischen (7,5) 9,5 und 20 (25) cm lang und zwischen 2,5 und 7 (8) cm breit. Die Blattstiele haben eine Länge von (0,5) 0,8 bis 2 (3,5) cm.

### Blüte
In den Sprossverzweigungen entstehen (1) 2 bis 3 (4) Blüten. Die zwischen (1,3) 2 und 3,8 (4,8) cm langen Blütenstiele sind aufwärts gerichtet, während der Blüte auch leicht nach unten gebogen. Daran anschließend befindet sich der (3,5) 5,5 bis 6,5 mm große Blütenkelch, an dem sich meist fünf, aber auch bis zu zehn auffällige Kelchzähne mit einer Länge von 2,5–4,5 (5) befinden. Die geöffneten Blütenkronblätter sind zur Hälfte gelappt, sternförmig angeordnet und bilden eine 10 bis 14 (16) mm lange Blüte mit einem Durchmesser von (8) 10 bis 18 mm. Von außen weisen die Blütenkronblätter eine reinweiße Farbe auf, im Inneren befindet sich im Bereich der Lappen ein grünlicher Bereich mit einem gestreiften violetten Punkt. Das Innere der 6 bis 8 mm langen und (3) 3,5 bis 5 (6) mm breiten, fast dreieckigen Blütenröhre ist grünlich-gelb. Die Staubfäden sind (1,5) 2 bis 3 (3,5) mm, die gelblichen Staubgefäße (2) 2,5 bis 3 mm lang. 
Der kugelförmige Fruchtknoten ist in etwa 1 bis 1,5 mm hoch, der Griffel am Ende verdickt und 5 bis 6 mm lang. Die Narbe scheint zweigelappt.

### Frucht und Samen
Aus den bestäubten Blüten entwickeln sich runde, leicht gestauchte, scharfe Beeren, die zunächst grün sind, zur Reife gelblich-grün werden und leicht von der Pflanze abfallen. Die Größe beträgt (4) 6–8 (6,5) mm × (6) 7–9 (10) mm. In der Frucht befinden sich zehn bis zwanzig bräunliche bis schwärzliche Samen mit einer Größe von (2) 2,5 × 2,5 bis 3 mm und dicker Samenschale.

### Unterschiede zu anderen Arten
Mit einer Größe von bis zu drei Metern und den bis zu 1,6 cm langen Blüten ist die Art C. hunzikerianum eine der am größten wachsenden Arten der Gattung, die zudem noch die größten Blüten besitzt. Auch die Anpassung an sumpfige Standorte ist für die Gattung sehr ungewöhnlich. Die Erscheinung der Pflanzen ähnelt derer der Art C. cornutum, was auf eine nahe Verbindung der Arten schließen lässt. Unterschiede bestehen vor allem in der Blütengröße, den Standorten und das völlige Fehlen von Härchen bei C. hunzikerianum.
C. hunzikerianum besitzt im Gegensatz zu allen domestizierten Capsicum-Arten 13 statt 12 Chromosomenpaare. Untersuchungen an wilden und halbwilden brasilianischen Capsicum-Arten zeigten, dass die Anzahl der Arten mit 13 Chromosomenpaaren deutlich höher ist, als zunächst vermutet. Diese Ergebnisse stellten einige der bis dahin noch nicht bewiesenen Vermutungen über die evolutionäre Geschichte der Gattung Capsicum in Frage. So wurde beispielsweise vermutet, dass das 13. Chromosomenpaar durch Mechanismen wie Centric Fission entstanden sind. Da jedoch an den verbleibenden 12 „ursprünglichen“ Chromosomenpaaren keine Merkmale, die auf Centric Fission hinweisen, gefunden worden, kann diese Theorie als falsch betrachtet werden. Vielmehr erweist sich nun als wahrscheinlicher, dass die Gruppe der Arten mit 13 Chromosomenpaaren die ursprüngliche ist und während der zunehmenden Verbreitung nach Norden ein Chromosomenpaar auf noch ungeklärte Weise verloren gegangen ist. Arten mit nur 12 Chromosomenpaaren änderten demzufolge ihr Auftreten beispielsweise durch Ausbildung vorwiegend roter Früchte, die eine deutlich höhere Schärfe besitzen. Da im ursprünglichen Verbreitungsgebiet Südostbrasilien die klimatischen Bedingungen konstant blieben, konnten dort die Arten mit 13 Chromosomenpaaren überleben, während sich weiter nördlich vor allem die Arten mit 12 Chromosomenpaaren durchsetzten.

## Etymologie
Der Name der Art wurde zu Ehren des Biologen Armando T. Hunziker vergeben, der einen großen Beitrag zur Erforschung der Gattung Capsicum geleistet hat und auf dessen Arbeiten die Veröffentlichung von Barboza und Bianchetti aufbaut.

## Vorkommen
Die Art C. hunzikerianum wurde bisher nur in der Nähe der Gemeinden Salesópolis und Biritiba-Mirim gefunden. Sie ist die einzige bekannte Art der Gattung Capsicum, die in den feuchten, schattigen und sumpfigen Gebieten der Mata Atlântica wächst.